# Айван

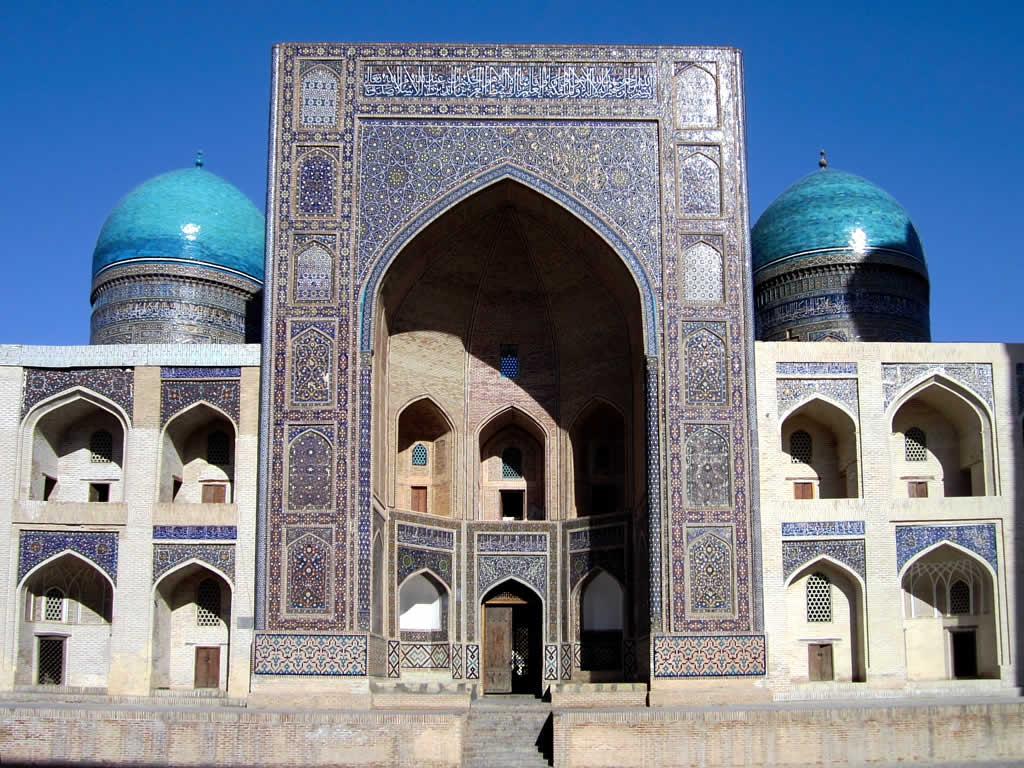
Многократные айваны и плиточные куполы XVI века персидского стиля медресе Мири Араб, Бухара, Узбекистан

Айва́н (также эйван, иван, ливан) — в исламской архитектуре обозначает сводчатое помещение, с трёх сторон обнесённое стеной и открытое с четвёртой стороны. Айваном могут называться:
- Большой сводчатый зал, открывающийся во внутренний дворик и служивший приёмным залом во дворцах или культовых сооружениях;
- Терраса или открытая галерея с плоским покрытием, поддерживаемым колоннами или столбами, в среднеазиатских жилищах, мечетях и других сооружениях[1].

В парфянском и сасанидском зодчестве айваны служили приёмными залами во дворцах, как, например, в парфянском дворце Кухе-Ходжа (Иран), или сасанидском дворце Ктесифон (Ирак).
В Средние века айваны широко использовались в дворцовой и культовой архитектуре Среднего и Ближнего Востока, например в мечетях Исфахана, Сервестанском дворце, в мечетях и медресе Бухары, Самарканда, Герата и многих др.

## Галерея

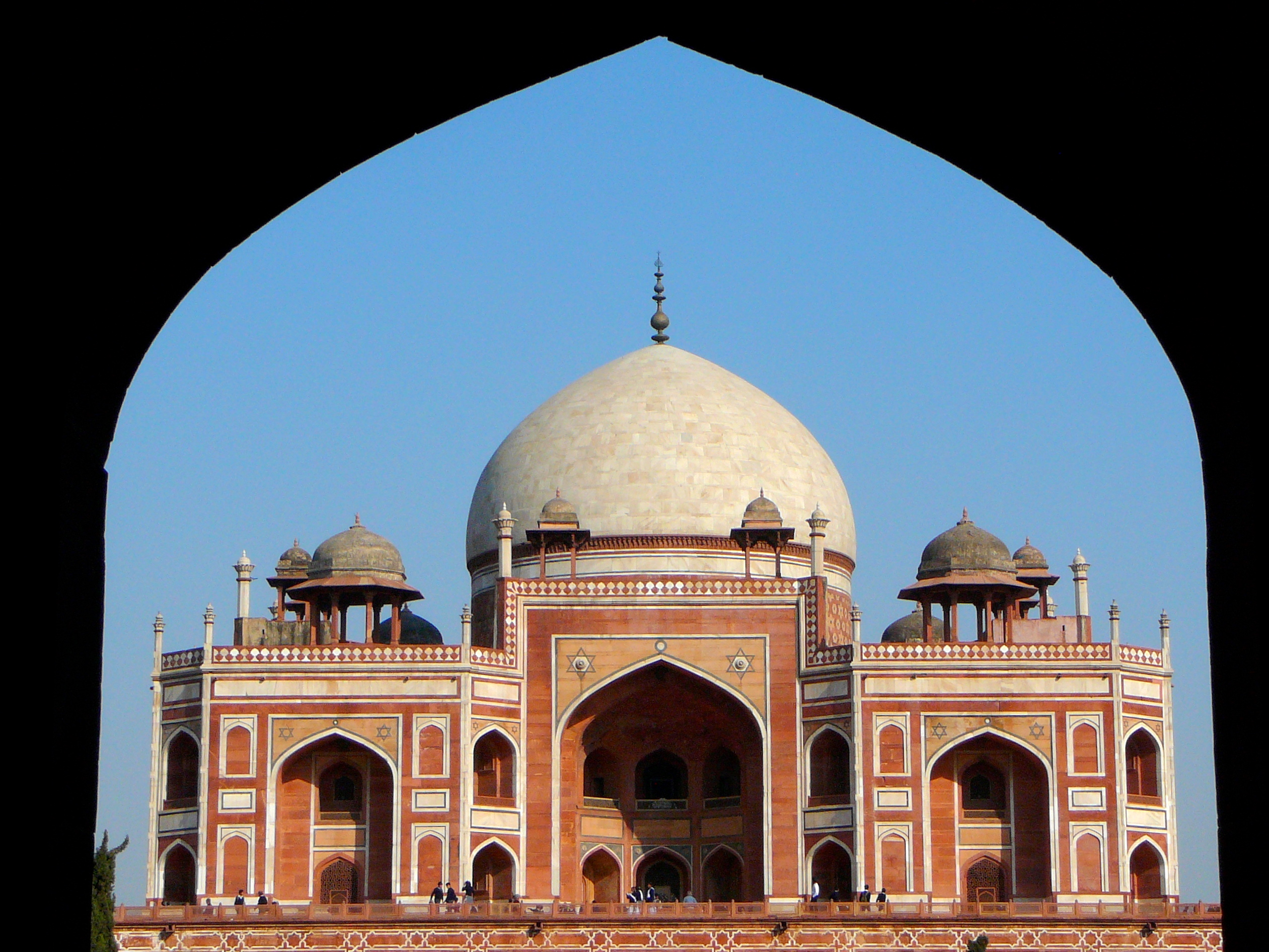
Входной айван Гробницы Хумаюна в Дели
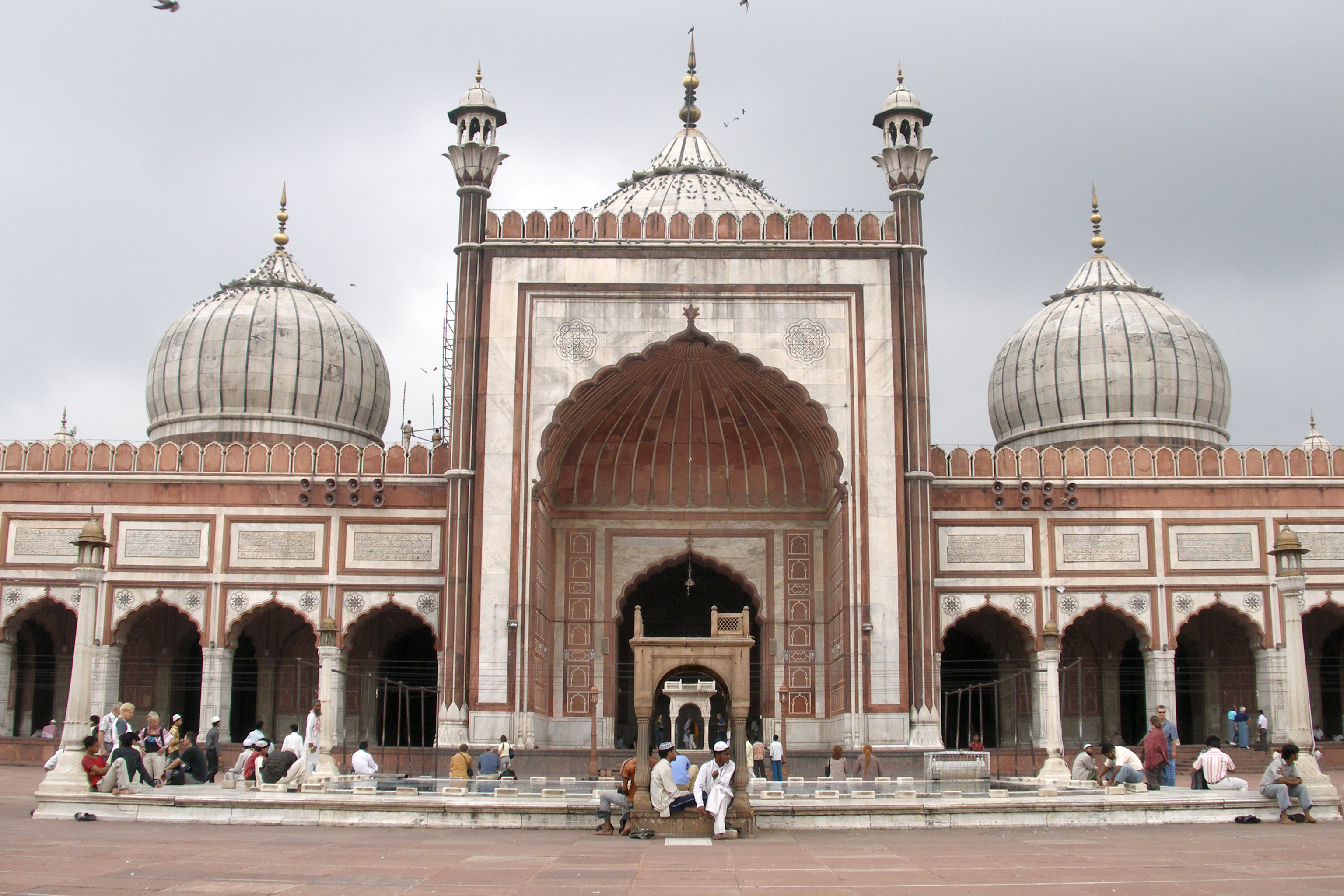
Входной айван мечети Джама Масджид, Дели, Индия
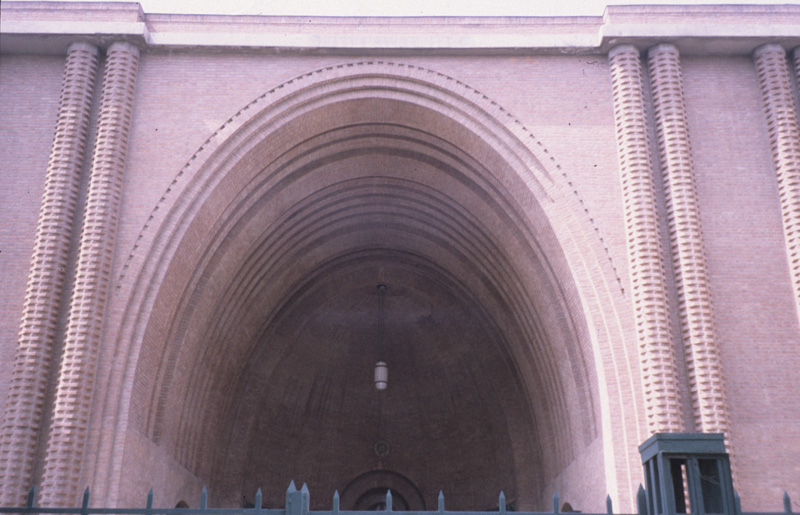
Айван Национального музея Ирана
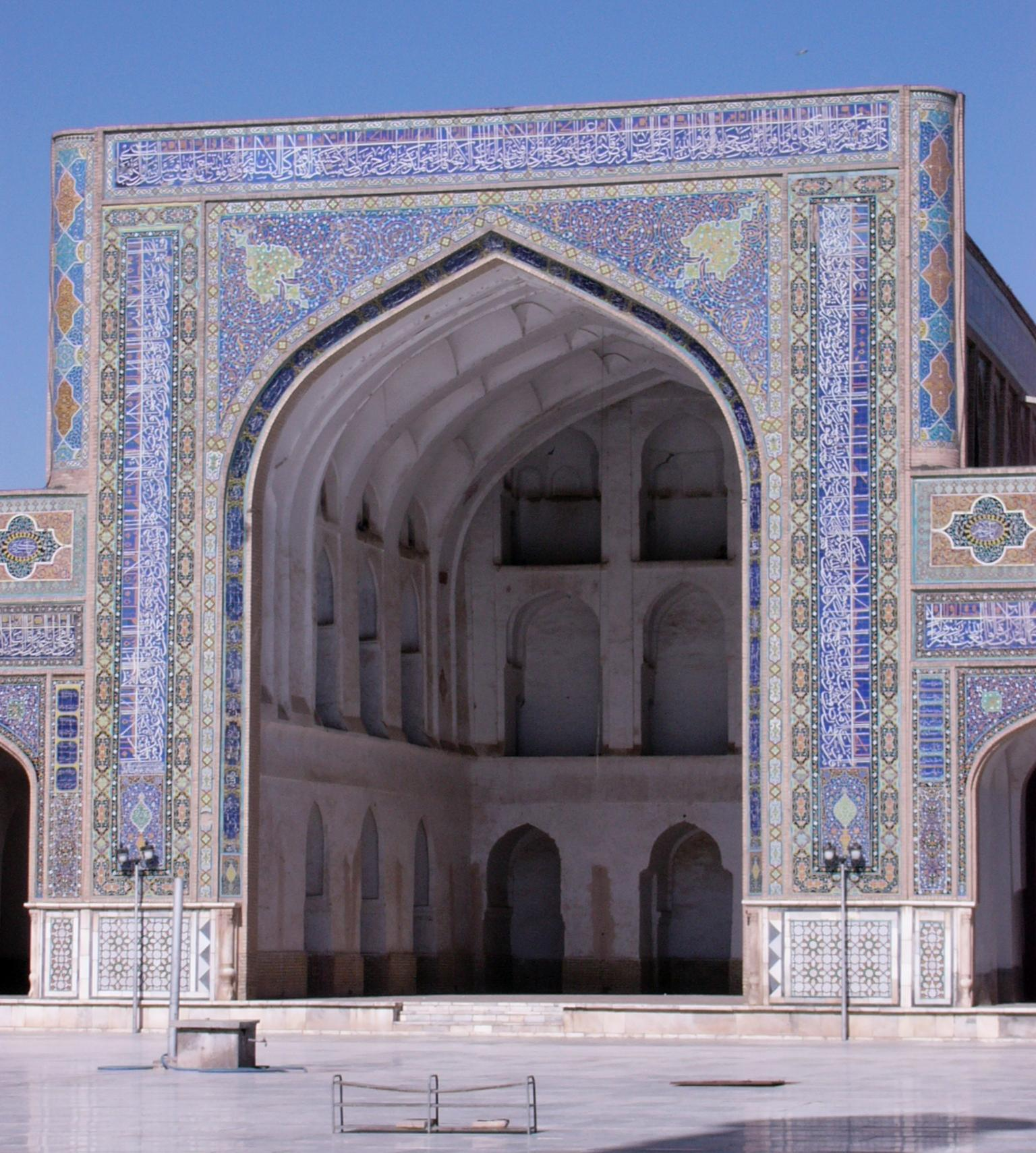
Айван Джума-мечети, Герат, Афганистан
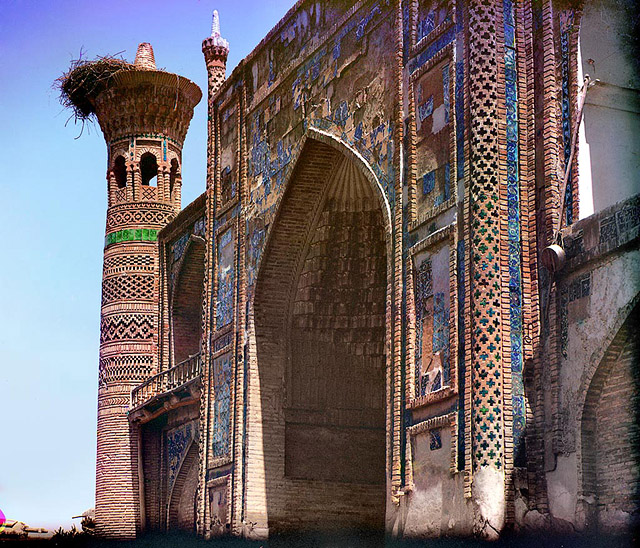
Айван медресе в Средней Азии
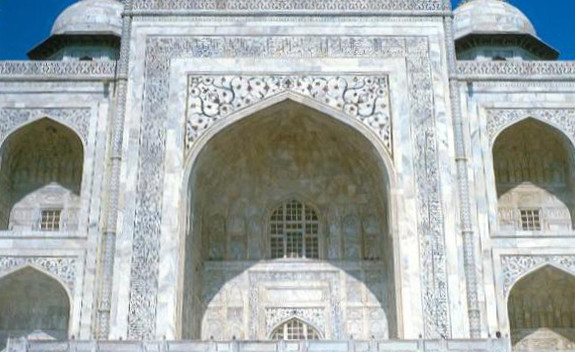
Входной айван Тадж-Махала, Агра, Индия
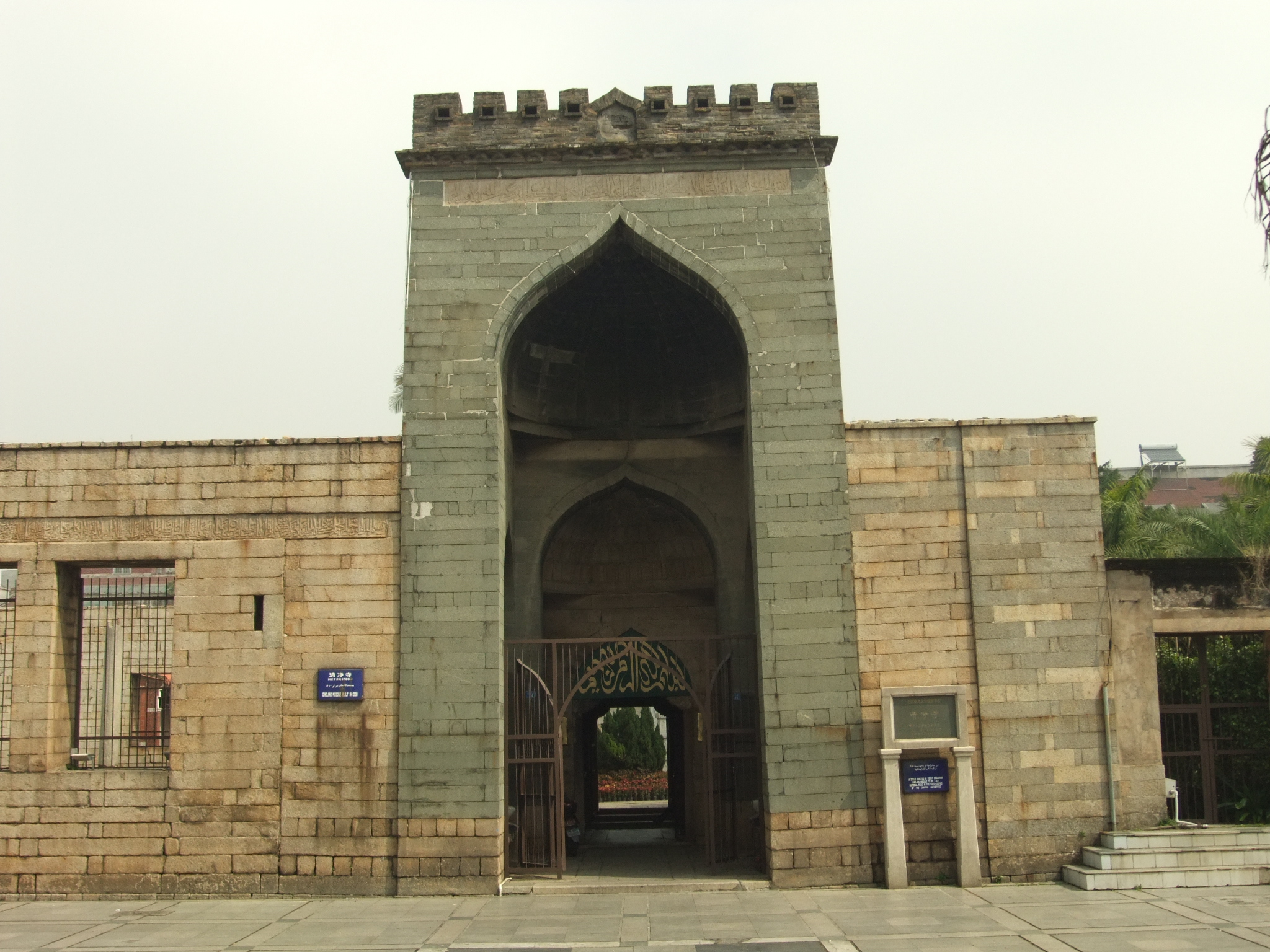
Входной айван мечети Цинцзин, Цюаньчжоу, Фуцзянь, Китай
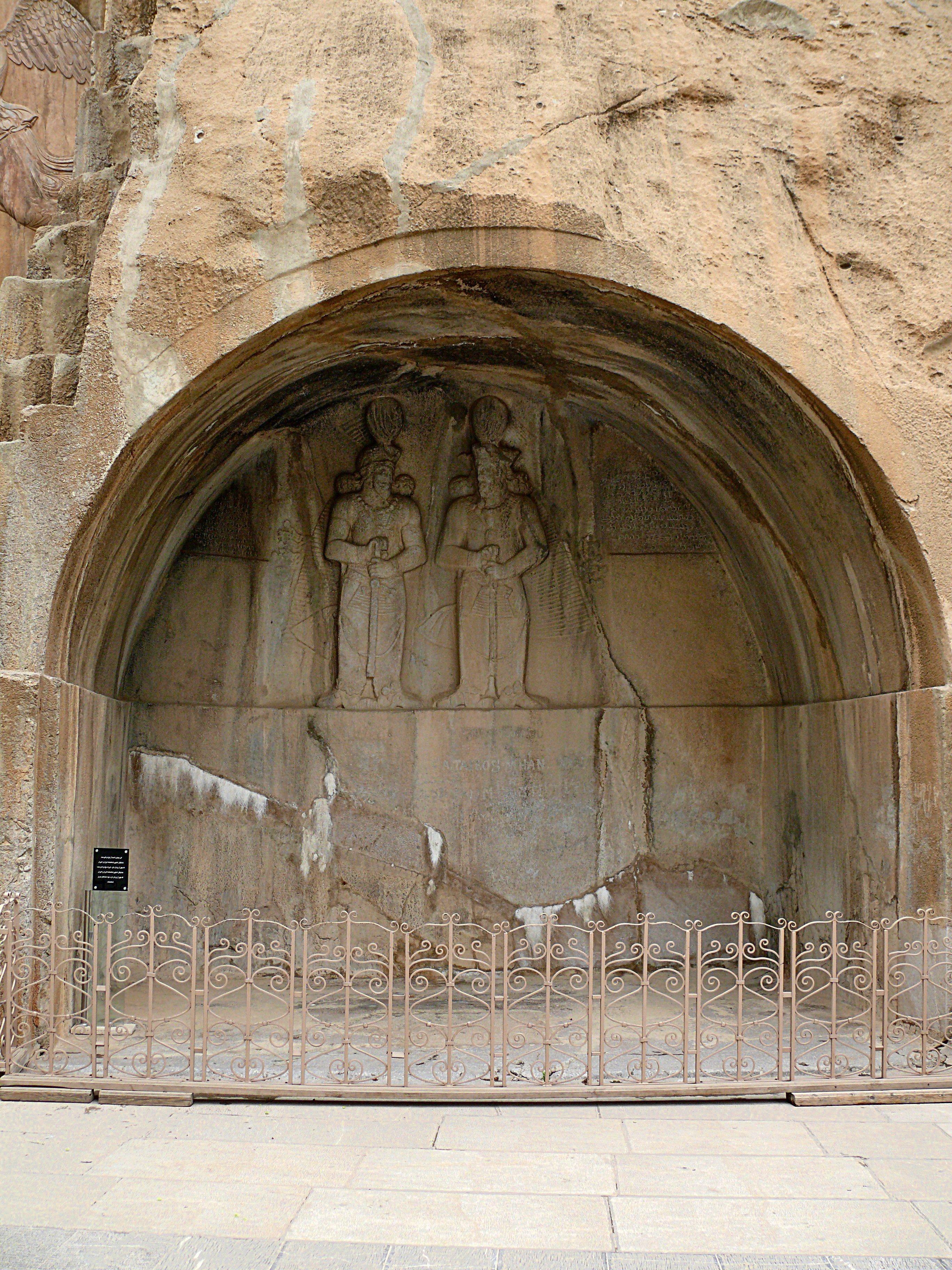
Так-е Бостан
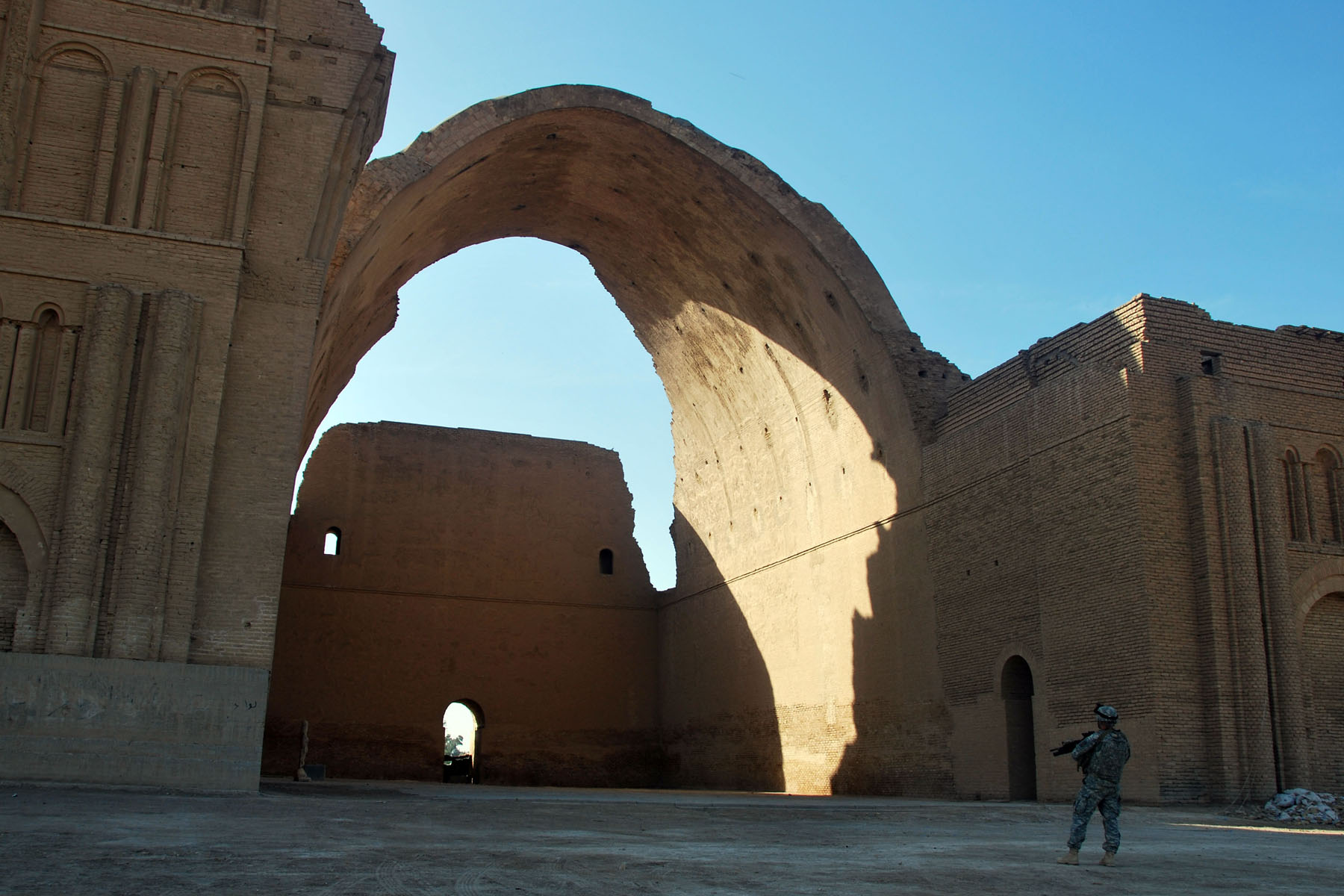
Таки-Кисра, Ктесифон, Ирак, ок. 540 г.